# مايكل تي قود
مايكل تي قود (بالإنجليزية: Michael T. Good)‏ (و. 1962 – م) هو ضابط، ومهندس فضاء جوي، ورائد فضاء، ومهندس من الولايات المتحدة الأمريكية . ولد في بارما، أوهايو .

## ريادة الفضاء
شارك في المهمات الفضائية:
- STS-125
- STS-132.

## التعليم
تعلم في U.S. Air Force Test Pilot School، ونوتردام

## الخدمة العسكرية
خدم في القوات الجوية الأمريكية.